# Convento de la Trinidad (Sevilla)
El convento de las Santas Justa y Rufina, conocido como convento de la Trinidad, fue un antiguo establecimiento religioso fundado en el siglo XIII por la Orden de la Trinidad en Sevilla (Andalucía, España). Se encontraba situado en la actual Ronda histórica. Desde 1882 pertenece a los salesianos. La antigua iglesia del convento es la basílica menor de María Auxiliadora. En esta iglesia tiene su sede canónica la Hermandad de la Trinidad.

## Historia

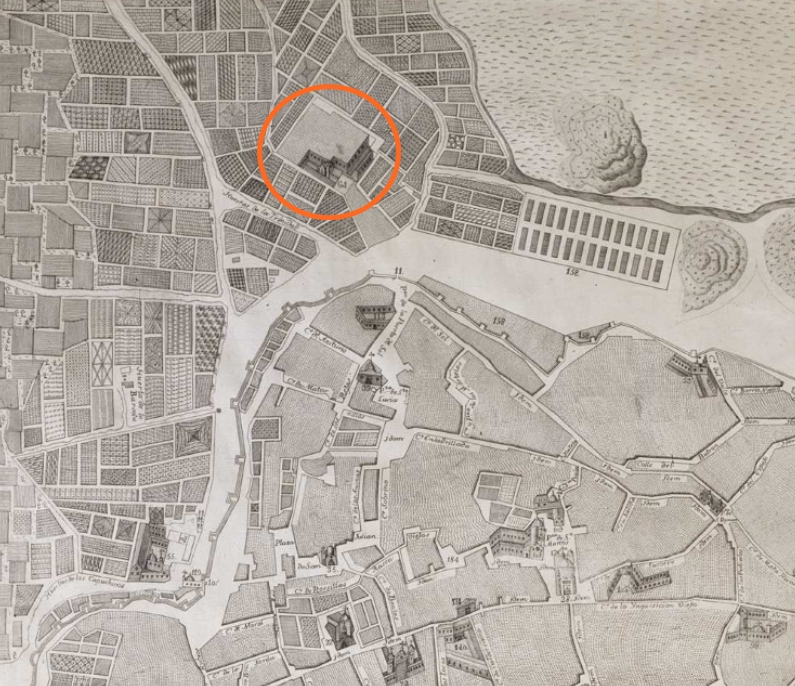
Convento de la Trinidad (señalado en naranja). Plano de Sevilla del asistente Pablo de Olavide de 1771

El mismo día de la Reconquista de Sevilla, en 1248, se dijo misa en la actual catedral y en los lugares destinados al monasterio de San Benito, de la Orden de San Benito, y al Convento de las Santas Justa y Rufina, de la Orden de la Santísima Trinidad.
El convento se fundó a extramuros, al nordeste de la ciudad, frente a la puerta del Sol.
El primer prior fue fray Luis Fexa, presente en la reconquista, y los primeros frailes fueron Antonio de los Ángeles, Alonso de la Torre, Gonzalo Laínez, Juan Tello, Gerónimo de Molina y Damián de San Vicente. En 1250 el convento ya estaba fundado y fue visitado por el general fray Nicolás Gallo.
En 1253 Alfonso X confirmó la donación y les otorgó "70 aranzadas de olivar e de higueral en Mayor, alquería del Aljarafe, con sus viñas, huertas, molinos y casas, y 6 yugadas en Malchar Almançor, en el término de Façalcaçar". El convento tenía un capellán para decir misas por el alma del rey san Fernando III.
Los trinitarios tenían el privilegio de tener un postigo junto a la puerta del Sol, para poder entrar a cualquier hora en la ciudad.
En 1535 se formó en esta iglesia una agrupación de fieles cuyas reglas de cofradía fueron aprobadas en 1558, siendo la Cofradía del Sagrado Decreto de la Santísima Trinidad, Santo Cristo de las Cinco Llagas y Nuestra Señora de la Esperanza. En 1667 se les entregó una capilla propia en el templo. En 1790 la cofradía y la capilla se encontraban abandonadas, haciéndose cargo los trinitarios del patrimonio de la hermandad. La cofradía se refundó en 1804. En 1810, con la ocupación francesa, el convento fue exclaustrado y la cofradía tuvo que abandonar la iglesia, siendo los enseres destruidos. Regresó a esta iglesia junto con los frailes, en 1818.
En 1835 el convento fue desamortizado. Posteriormente, fue usado como cuartel para tropas artillería a caballo y una zona se destinó a cárcel para presos de guerra. En 1875, el arzobispo de Sevilla, Joaquim Lluch, adquirió el edificio para la iglesia hispalense. El arzobispo fray Ceferino González restauró el edificio y decidió instalar en el mismo el Seminario Menor de Santo Tomás de Aquino, que comenzó a dar clases en el curso de 1888-1889. Este año entró como seminarista san Manuel González García. En 1881 los salesianos se habían instalado en Utrera. En 1892 los salesianos Francisco Atzeni y Pedro Ricaldone se trasladaron de Utrera a Sevilla para comenzar su labor pastoral en la ciudad, empleando para ello las estancias del antiguo convento. Pedro Ricaldone fue ordenado sacerdote por el arzobispo Benito Sanz y Forés el 27 de marzo de 1893 y dio su primera misa el 28 de marzo en la parroquia de San Andrés, de la cual dependía el antiguo convento. La congregación creó un Oratorio Salesiano en el que participó san Manuel González, que tuvo una gran admiración por los salesianos y una gran devoción por su patrona, María Auxiliadora. En 1893 los salesianos instalaron en este convento una nueva casa, independiente de la de Utrera. Posteriormente, Pedro Ricaldone, que se había encontrado personalmente con san Juan Bosco en tres ocasiones, llegó a ser el cuarto sucesor de este en la dirección de la orden.

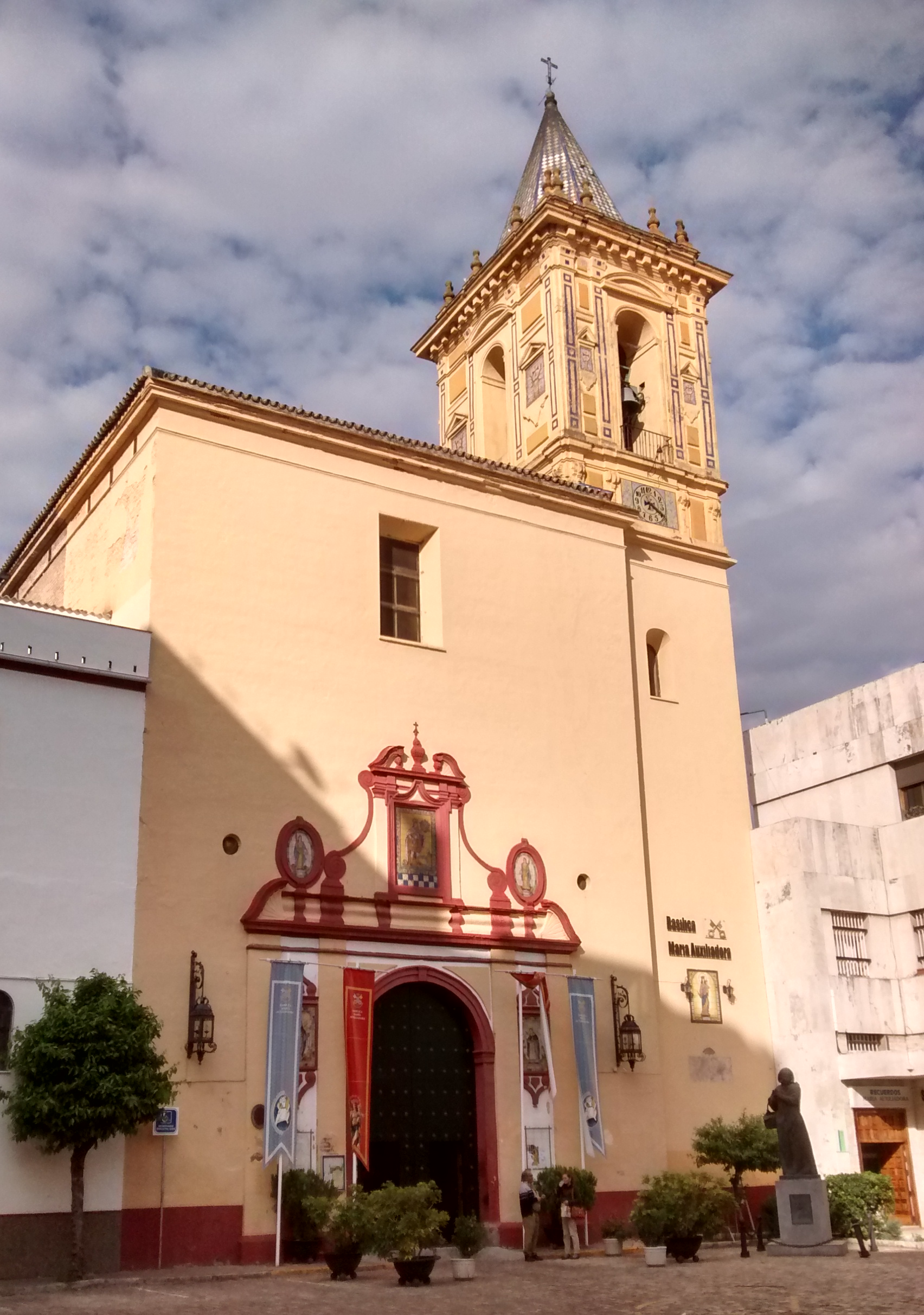
Basílica menor de María Auxiliadora

San Manuel González fue nombrado sacerdote por el arzobispo cardenal Marcelo Spínola el 21 de septiembre de 1901 en la capilla del palacio arzobispal de Sevilla y dio su primera misa el 29 de septiembre en la iglesia de este convento.
La iglesia del convento es la basílica menor de María Auxiliadora. En ella tiene su sede canónica la Hermandad de la Trinidad.

### Santas Justa y Rufina
En los sótanos del convento hay unas galerías donde la tradición dice que estuvieron presas las santas Justa y Rufina. También hay un pozo de cuya agua se dice que tiene propiedades curativas, por intercesión de las santas. También hay una columna de granito con una pequeña cruz que, según la tradición, fue realizada por las santas durante su cautiverio.
En el convento se celebreban muchas misas por los frailes difuntos porque, por privilegio de Gregorio XIII, por cada misa en las sagradas cárceles se sacaba a un alma del Purgatorio.
En 1577 Juan Díaz realizó para este convento dos estatuas de las santas de barro vidriado de unos 83 centímetros de alto, así como un retablo con azulejos. Estas estatuas y el retablo no se conservan en la actualidad, y las imágenes de las santas del templo actual son recientes.
Por la devoción a estas santas, en 1602 el procurador general Cristóbal García pudo traer al convento las reliquias (la cabeza de santa Justa y un hueso de santa Rufina), que estaban en la parroquia de Willaert, en la archidiócesis de Colonia. En 1628 Alonso Sánchez realizó dos relicarios de ébano y bronce. Las reliquias fueron colocadas en el retablo de Nuestra Señora de los Desconsolados, en el lado de la epísola de la iglesia. En 1810, con la invasión francesa de Sevilla, el retablo y los relicarios desaparecieron. No obstante, en 1844 las reliquias fueron encontradas en la sacristía por González de León.

## Patrimonio procedente del convento
Los siguientes cuadros provienen del convento:

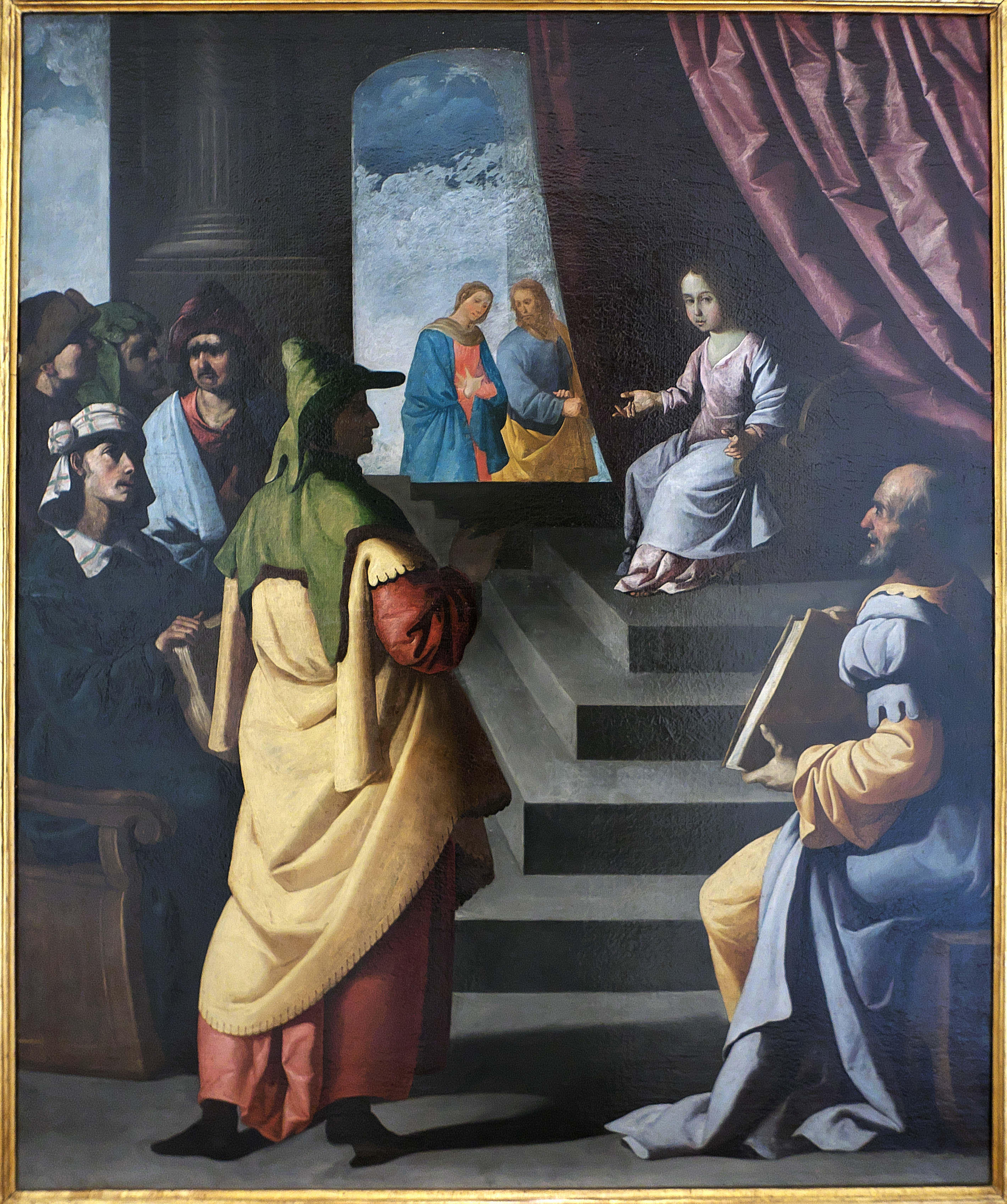
Jesús entre los doctores, Francisco de Zurbarán

- Jesús entre los doctores de la ley. Francisco de Zurbarán. 1630. Museo de Bellas Artes de Sevilla.[7]
- Niño Jesús bendiciendo. Francisco de Zurbarán. 1630. Museo Pushkin. Moscú.[8]
- Las santas Justa y Rufina sosteniendo el Convento de la Santísima Trinidad. Anónimo. Hacia 1750. Colección particular. Sevilla.[8]

También proviene del convento la escultura de la Virgen del Cojín, del taller de Andrea della Robbia, del último tercio del siglo XV, que se encuentra en la Catedral de Sevilla.

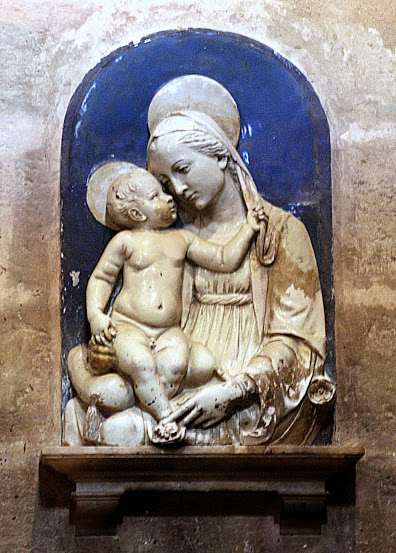
Virgen del Cojín. Catedral de Sevilla